# Ehrharta longigluma
Ehrharta longigluma är en gräsart som beskrevs av Charles Edward Hubbard. Ehrharta longigluma ingår i släktet Ehrharta och familjen gräs. Inga underarter finns listade i Catalogue of Life.